# Sensorama (Band)
Sensorama ist ein Musik-Projekt von Jörn Elling Wuttke und Roman Flügel. Beide produzieren auch unter weiteren Pseudonymen wie Alter Ego oder Acid Jesus.

## Geschichte
Wuttke und Flügel stammen beide aus Darmstadt und arbeiten bereits seit den späten 1980er-Jahren als Produktionsteam zusammen. 1993 gründeten sie mit DJ Ata und Heiko MSO die drei Labels Ongaku, Klang Elektronik und Playhouse. Ebenfalls 1993 wurde das Projekt Alter Ego gegründet. Ein Jahr später erschien die erste Veröffentlichung als Sensorama. 
Das Debütalbum Welcome Insel erschien 1995, drei Jahre später folgte das zweite Album Love. Das dritte Album Projektor folgte 2001.
Bekannt wurden Sensorama insbesondere auch durch die Musikvideos für ihre Singles, so unter anderem für Star Escalator (1998, Best German Music Video, Internationale Kurzfilmtage Oberhausen) und Echtzeit (1996, Music Machine Award, Best Video).

## Diskografie

### Alben
- 1995: Welcome Insel (Ladomat 2000)
- 1998: Love (Ladomat 2000)
- 2000: Projektor (Ladomat 2000)

### Singles und EPs
- 1994: Nagelbrett (Ladomat 2000)
- 1995: Harz (Ladomat 2000)
- 1996: Zu Gast auf der Welcome Insel (Ladomat 2000)
- 1998: Star Escalator (Ladomat 2000)
- 2001: Where the Rabbit Sleeps (Ladomat 2000)